# Paihia
Paihia es el principal centro turístico de la Bahía de las Islas, en Northland, dentro de la Isla Norte de Nueva Zelanda. Se encuentra cerca de las ciudades históricas de Russell y Kerikeri, a 60 kilómetros al norte de Whangarei.
No está claro el origen del nombre Paihia. Una atribución, probablemente apócrifa, se debe al reverendo Henry Williams. Cuando llegó por primera vez a la Bahía de las Islas, solo tenía unas nociones de maorí. Una de las palabras que conocía era pai, que significa ‘bueno’. Cuando llegó al lugar que se conoce actualmente como Paihia, señaló el suelo y le dijo a su guía maorí: «Pai here» (‘aquí bueno’, en una mezcla de inglés y maorí).
Henry Williams llamó a la misión "Marsden’s Vale"; al final, se aceptó el nombre de Paihia.
Al norte se encuentra el lugar histórico de Waitangi y al oeste, las áreas residenciales y comerciales de Haruru Falls/Watea. Al sur se encuentran el pueblo de Opua y la aldea de Te Haumi.
Según el censo de población de 2006, Paihia contaba con 1770 habitantes, 69 menos que en el año 2001.

## Historia
El misionero Henry Williams y su esposa Marianne se instalaron en Paihia en 1823 y ese mismo año construyeron la primera iglesia de Nueva Zelanda. William Williams y su esposa Jane se unieron a la misión de Paihia en 1826. El obispo William Grant Broughton (el primer y único obispo de Australia) visitó la misión de Paihia en 1838 y celebró varias ceremonias por primera vez en Nueva Zelanda, como la primera confirmación y ordenación.
En diciembre de 1832, Henry Williams dejó constancia por primera vez sobre el cricket en Nueva Zelanda. En diciembre de 1835, Charles Darwin fue testigo de un partido de cricket mientras el Beagle pasó 10 días en la Bahía de las islas.
En 1835 William Colenso estableció en Paihia la primera imprenta de Nueva Zelanda.
La iglesia anglicana de St. Paul, finalizada en 1925, es el quinto edificio del lugar. Fue construida con piedras de la cantera de Pukaru, cerca de Kawakawa, y madera procedente de las cercanías de Waikare.

## Educación
La escuela de Paihia es un centro de enseñanza primaria completa (de 1 a 8 años) con 168 alumnos.